# Country Club Heights
Country Club Heights est une municipalité américaine située dans le comté de Madison en Indiana.
La municipalité est créée dans les années 1960 alors que la ville d'Anderson annexe de nombreux territoires voisins,. Elle s'étend sur 0,28 mille carré (72,52 ha). Elle est aujourd'hui une enclave au sein d'Anderson.

## Démographie
Lors du recensement de 2010, la population de Country Club Heights est de 79 habitants.